# Orthodox-gereformeerden
Orthodox-gereformeerden vormen een stroming binnen het gereformeerde protestantisme in Nederland. Zij worden in de literatuur onderscheiden van bevindelijk gereformeerden (de laatste groep wordt in de volksmond ook wel aangeduid als de zwartekousenkerken).
Uit het orthodox-protestantisme en bevindelijk-protestantisme is grotendeels ook het evangelisch protestantisme ontstaan. In de huidige kerkelijke context kan men behalve deze groepen ook van modern-gereformeerden spreken. Onder andere de godsdienstsocioloog Gerard Dekker beschrijft in zijn boek Zie hoe alles hier verandert (2016) hoe door een 'stille revolutie' in de Gereformeerde Kerken en de Gereformeerde Kerken vrijgemaakt deze nieuwe groep gereformeerden is ontstaan. In dit boek worden ook de Gereformeerde Bond, de Christelijke Gereformeerde Kerken, en de Gereformeerde Gemeenten onder beschouwing genomen.

## Ontstaan van de verschillende groeperingen

Ontstaan van de verschillende stromingen in Nederland

Ontstaansgeschiedenis van kerken in Nederland

## Ontstaan van de onderscheiden gereformeerde kerkgenootschappen (orthodox en/of bevindelijk)
Het onderscheid tussen orthodox-gereformeerden, bevindelijk-gereformeerden en modern-gereformeerden (vrijzinnigen) is ontstaan gedurende de 19e en 20e eeuw. De Nederlandse Hervormde Kerk stond gedurende de 18e eeuw onder invloed van de Verlichting. Orthodox-gereformeerden die teruggrepen op de beginselen van de Reformatie, de Nadere Reformatie en de Dordtse Synode van 1618-1619 werden beschouwd als 'achterlijk' en werden vervolgd. Emancipator van de 'kleine luyden' was Abraham Kuyper. Hij vertegenwoordigde een groot deel van orthodox-gereformeerden die in 1886 de Nederlandse Hervormde Kerk verlieten, door middel van de Doleantie. Als zodanig richtte Kuyper ook de Vrije Universiteit op, gezien de andere universiteiten bolwerken van het Modernisme waren geworden, en een eigen krant De Standaard. Eerder waren middels de Afscheiding van 1834 ook de afgescheiden gemeenten ontstaan. Hierbij hadden enkele jonge orthodoxe predikanten de leidende rol.
De afgescheidenen en dolerenden vielen in twee groepen uiteen, aangeduid als ‘orthodoxen’ en ’bevindelijk’. De bevindelijk-gereformeerden hielden zich grotendeels afzijdig van Kuyper en de zijnen, vanwege de leer van de 'veronderstelde wedergeboorte'. Zij vonden dat er te weinig nadruk werd gelegd op de persoonlijke doorleving van de christelijke leer, en verweten de orthodoxen tevreden te zijn met slechts een ‘historisch geloof’.
De orthodoxen verweten de bevindelijken ‘valse mystiek’ en ‘doorgeslagen vroomheid’. De orthodox-gereformeerden verenigden zich grotendeels in het kerkverband van de Gereformeerde Kerken in Nederland. Zij legden een sterke nadruk op de leer van de Reformatie. De bevindelijk-gereformeerden vonden elkaar vooral in de kleinere kerkformaties die daarna ontstonden, waaronder de Christelijke Gereformeerde Kerken (1892) en de Gereformeerde Gemeenten (1907). Bij hen lag de nadruk op de Reformatie maar vooral ook de Nadere Reformatie. De Nadere Reformatie legde een sterke nadruk op de persoonlijke doorleving van de leer. In hun boeken beschreven zij wat de ‘kenmerken van een ware gelovige’ waren, zoals boetvaardigheid (zondekennis).

## De later ontstane gereformeerde kerkformaties
Gedurende de twintigste eeuw zijn uit beide groepen (orthodox en bevindelijk) nieuwe kerkverbanden ontstaan. Zo ontstonden uit de orthodox gereformeerde hoofdstroming de Gereformeerde Kerken vrijgemaakt en de Nederlands Gereformeerde Kerken. Een deel van de Christelijke Gereformeerde Kerken groeide ook naar deze richting toe, toen dit kerkverband globaal minder nadruk op 'bevinding' ging leggen. Een minderheid van de christelijk-gereformeerden, de groep rond het tijdschrift Bewaar het Pand, is nog wel te beschouwen als bevindelijk-gereformeerd. Uit de Gereformeerde Gemeenten ontstonden in 1953 de Gereformeerde Gemeenten in Nederland. De Oud Gereformeerde Gemeenten vormen een kerkverband dat sinds 1907 wisselende vormen aangenomen heeft. In 1948 verenigde verschillende oud-gereformeerde groepen zich tot het huidige kerkverband van de Oud Gereformeerde Gemeenten in Nederland.

## Orthodox gereformeerden binnen de Protestantse Kerk Nederland
Niet alle orthodox-gereformeerden gingen in 1834 en 1886 mee met de Afscheiding of Doleantie. Er bleven groepen strijden om het behoud van de gereformeerde leer in de ‘vaderlandse volkskerk’. Deze stromingen vonden elkaar grotendeels in de 'Confessionele Vereniging'. Deze modulatie is in 2020 met het Confessioneel Gereformeerd Beraad gefuseerd tot de Confessionele Beweging. In 1906 ontstond de Gereformeerde Bond in de Nederlandse Hervormde Kerk. Na het ontstaan van de Protestantse Kerk Nederland door een fusie van de Hervormde Kerk, de Evangelisch-Luthersen, en de Gereformeerde Kerken in Nederland, ontstond uit protest tegen deze fusie de Hersteld Hervormde Kerk en de Voortgezette Gereformeerde Kerken in Nederland waarvan de eerste tot de bevindelijk-gereformeerden gerekend kan worden, en de laatste tot de orthodox-gereformeerden.

## Modern gereformeerden
Vanaf de jaren zestig vonden in de Gereformeerde Kerken in Nederland ontwikkelingen plaats waardoor deze een meer vrijzinnig karakter kregen. Deze gereformeerden werden ook wel modern-gereformeerd genoemd. Recent vindt in een deel van de Nederlandse Gereformeerde Kerken een vergelijkbare ontwikkeling naar modern (of progressief)-gereformeerd plaats. Als gevolg hiervan hebben verschillende orthodox-gereformeerde buitenlandse zusterkerken afstand van dit kerkverband genomen. Deze progressieve stroming gereformeerden kenmerkt zich door ruimere opvattingen rondom thema's 'de vrouw in het ambt', 'schepping door evolutie' en 'homoseksualiteit'. Er wordt gezocht naar een synthese tussen de opvattingen van de huidige samenleving, de wetenschap en de orthodoxe-geloofsleer. Naast de Nederlandse Gereformeerde Kerken bevindt deze stroming zich ook in een deel van de Christelijke Gereformeerde Kerken. Een vertegenwoordiger van deze progressieve stroming is onder andere de hoogleraar dr. Gijsbert van den Brink, die het boek publiceerde ‘En de aarde bracht voort’. Een (orthodoxe) tegenhanger van dit boek werd gepubliceerd door de hoogleraar dr. Mart-Jan Paul ‘Oorspronkelijk’.
Hiermee behoren zij echter niet tot de vrijzinnig-protestanten, die de gereformeerde belijdenis niet erkennen en geen moreel en Goddelijk gezag aan de Bijbel toekennen. Vrijzinnig-protestanten bevinden zich vooral in een deel van de huidige Protestantse Kerk in Nederland en onder de remonstranten.
| Ledenaantallen orthodox-gereformeerde kerkgenootschappen                           | Ledenaantallen orthodox-gereformeerde kerkgenootschappen | Ledenaantallen orthodox-gereformeerde kerkgenootschappen |
| Kerkgenootschap                                                                    | Ledental                                                 | Datum                                                    |
| ---------------------------------------------------------------------------------- | -------------------------------------------------------- | -------------------------------------------------------- |
| Protestantse Kerk in Nederland (o.a. Confessionele Beweging en Gereformeerde Bond) | 470.000                                                  | schatting                                                |
| Christelijke Gereformeerde Kerken (excl. Bewaar het Pand)                          | * 54.000                                                 | schatting                                                |
| Nederlandse Gereformeerde Kerken                                                   | 133.708                                                  | 2024                                                     |
| Voortgezette Gereformeerde Kerken in Nederland                                     | 1130                                                     | mei 2021                                                 |
| Gereformeerde Kerken                                                               | 3500                                                     | schatting                                                |
| Totaal                                                                             | 662.338                                                  |                                                          |
| * het totale ledental van de CGK op 1 januari 2024 was 67.629                      |                                                          |                                                          |

## Theologie
Orthodox-gereformeerden beschouwen de Bijbel als het (onfeilbare) Woord van God met exclusieve, absolute en universele zeggingskracht. In tegenstelling tot de vrijzinnig-protestanten, houden zij vast aan het gezag van de Bijbel als zijnde het door God geïnspireerde Woord, de leer zoals verwoord door de algemeen christelijke belijdenisgeschriften waaronder de Apostolische geloofsbelijdenis Belijdenis van Nicea en de Geloofsbelijdenis van Athanasius evenals specifiek gereformeerde belijdenisgeschriften Drie Formulieren van Enigheid: de Nederlandse Geloofsbelijdenis, de Heidelbergse Catechismus en de Dordtse Leerregels. Ook andere gereformeerde belijdenisgeschriften zoals de Belijdenis van Westminster worden onderschreven.

## Politiek
De meeste progressief-gereformeerden maar ook een groep orthodox-gereformeerden voelen zich vertegenwoordigd in de politiek in de ChristenUnie. Veel orthodox-gereformeerden en vooral de bevindelijk-gereformeerden kiezen vooral voor de Staatkundig Gereformeerde Partij. Het voorheen exclusief vrijgemaakte Nederlands Dagblad richt zich op een breder publiek dan voorheen. Het Reformatorisch Dagblad wordt door veel orthodox- en bevindelijk-gereformeerden gelezen. Dit blad is opgericht in 1971 toen christelijke dagbladen zoals Trouw hun orthodox-christelijke identiteit steeds meer verloren. De Evangelische Omroep is opgericht in een samenwerking tussen orthodox-gereformeerden en evangelisch-orthodoxen. Vanwege het innemen van de EO van steeds meer on-orthodoxe standpunten (waaronder de schepping door evolutie) en het gebruiken van populaire muziekstijl voor het overbrengen van de christelijke boodschap, zijn andere initiatieven ontplooid waaronder de Reformatorische Omroep. De orthodox-gereformeerden geven op sommige terreinen sterk de voorkeur voor eigen organisaties (bijvoorbeeld in de ouderenzorg en het onderwijs), maar werken op tal van andere terreinen samen met bevindelijk-gereformeerden en evangelisch-orthodoxen, bijvoorbeeld in de instelling voor geestelijke gezondheidszorg Eleos en maatschappelijke instellingen zoals de VBOK en Stichting Siriz.